# Joseph Bamina
Joseph Bamina (1925 - 30 september 1965) was een Hutu-politicus uit Burundi. 
Joseph Bamina behoorde tot de UPRONA-partij. Na de onafhankelijkheid van Burundi in 1962 werd hij senator en later voorzitter van de Senaat. Op 7 januari 1965 benoemde de gematigde Tutsi-koning Mambutswa IV van Burundi Pierre Ngendendumwe, een Hutu, tot premier. Dit leidde tot hevige commotie onder radicale Tutsi-nationalisten. Op 15 januari werd Ngendendumwe vermoord. 
Op 26 januari 1965 benoemde de koning Bamina tot premier. In september 1965 vond er een mislukte Hutu-coup plaats. Het leger wist deze te onderdrukken en liet alle belangrijke Hutu-parlementariërs, onder wie Bamina, op 30 september executeren. Koning Mambutswa vluchtte naar Zwitserland, en de Tutsi Léopold Biha werd premier.